# Naruto
Pour les articles homonymes, voir Naruto (homonymie).
Autre
Naruto (ナルト) est un shōnen manga écrit et dessiné par Masashi Kishimoto. Naruto est prépublié dans l'hebdomadaire Weekly Shōnen Jump de l'éditeur Shūeisha entre septembre 1999 et novembre 2014. La série a été compilée en 72 tomes. La version française du manga est publiée par Kana entre mars 2002 et novembre 2016.
Une adaptation en anime est réalisée par les studios Pierrot et Aniplex et est diffusée sur TV Tokyo du 3 octobre 2002 au 8 février 2007. La seconde partie du récit, renommée Naruto Shippuden lors de son adaptation, est diffusée du 15 février 2007 au 23 mars 2017. L'anime est diffusé en France du 2 janvier 2006 au 7 février 2018 sur Game One, ainsi que sur NT1 et sur Adult Swim depuis la rentrée 2007. En Belgique, elle est diffusée sur RTL Club depuis la rentrée 2008 sur Club RTL. Les épisodes sont également proposés en version originale sous-titrée en français en simulcast sur J-One, et sur les plates-formes Anime Digital Network, Netflix et Prime Video.
Avec plus de 250 millions de copies éditées, Naruto est l'un des mangas les plus vendus de l'histoire et l'une des bandes dessinées les plus vendues au monde. En raison de son succès, des récits inédits sont également produits régulièrement sous forme de longs métrages d'animation entre 2004 et 2015. Une suite, intitulée Boruto, est publiée depuis 2016.
Le nom Naruto est celui d'un détroit, le détroit de Naruto (Naruto kaikyō (鳴門海峡)) mais surtout d'un tourbillon réputé, le tourbillon de Naruto évoqué dans un estampe Ukiyo-e de Hiroshige. Lui et surtout son homologue Hokusai sont évoqués comme à l'origine du Manga (la Manga d'Hokusai). Ce détroit est aussi évoqué dans un manga fondateur Lone Wolf and Cub ainsi qu'un navire qui porte son nom.

## Histoire

### Prologue
L'origine de Naruto se déroule dans un monde rétro-futuriste où, bien que de nombreuses technologies modernes aient vu le jour, les ninjas et les samouraïs sont restés de véritables puissances militaires. Chaque pays a un village, qui représente la force militaire du pays, dirigé par un Kage. Les villages, à travers leurs ninjas, se livrent des guerres les uns aux autres, à petite ou grande échelle, que ce soit pour obtenir des caractéristiques avantageuses propres aux villages ennemis, ou pour soumettre un autre village et gagner en puissance.
Dans ce monde ninja, il existe dix créatures gigantesques, appelées les « Démons à queues » (尾獣, Bijû), qui peuvent être scellées dans un humain après une cérémonie. L'humain devient un hôte et dispose alors de la puissance du démon, selon l'endurance du réceptacle ou de l'hôte.
Douze années avant le début du récit, l'une de ces créatures attaque le village caché des feuilles du Pays du Feu, Konoha. Elle est capturée et la moitié de son esprit a été scellée dans un nouveau-né nommé Naruto Uzumaki par le quatrième Hokage : Minato Namikaze, faisant de lui le jinjûriki (hôte) du démon à neuf queues, Kyûbi.

### Synopsis
L'histoire commence pendant l'adolescence de Naruto, vers ses douze ans. Orphelin cancre et grand farceur, il fait toutes les bêtises possibles pour se faire remarquer. Son rêve : devenir le meilleur Hokage afin d'être reconnu par les habitants de son village. En effet, le démon renard à neuf queues scellé en lui a attisé la crainte et le mépris des autres villageois, qui, avec le temps, ne font plus de différence entre Kyûbi et Naruto. Malgré cela, Naruto s'entraîne dur afin de devenir genin, le premier niveau chez les ninjas. Après avoir raté l'examen genin 3 fois, il arrive finalement à recevoir son bandeau frontal de Konoha. Il est alors inclus dans une équipe de trois apprentis ninjas, avec Sakura Haruno et le talentueux Sasuke Uchiwa qui veut venger son clan, en tuant son frère Itachi Uchiwa, meurtrier de son clan la nuit du "clair de la lune". Peu après, ils rencontrent leur jōnin (ninja de classe supérieure), celui qui s'occupera de leur formation : le mystérieux Kakashi Hatake.
Au début craint et méprisé par ses pairs, Naruto va peu à peu monter en puissance et gagner le respect et l'affection des villageois grâce, notamment, aux combats dantesques qu'il remportera face aux ennemis les plus puissants du monde ninja.

## Personnages
Le début de l'histoire se centre sur quatre personnages principaux : Naruto Uzumaki, Sakura Haruno, Sasuke Uchiwa et leur sensei Kakashi Hatake, présents dans presque tous les premiers chapitres du manga et protagonistes de ceux-ci.
Par la suite, de nouveaux personnages font leur apparition, comme les Sannin, trois ninjas légendaires qui deviendront les mentors des trois élèves dans la nouvelle génération et introduisant leur séparation. Naruto l'hyperactif suivra Jiraya, ermite ninja pervers au grand cœur, ancien maître du Quatrième Hokage ; Sakura, plus calme, suivra la formation de ninja médical de Tsunade ; Sasuke le surdoué deviendra le protégé d'Orochimaru, considéré comme un génie, il est néanmoins un criminel recherché pratiquant des expériences interdites et veut s'emparer du corps de Sasuke.
Au fur et à mesure du développement de l'intrigue, de nouveaux personnages apparaissent, devenant des rivaux (Gaara, Rock Lee…), des alliés (Shikamaru Nara, Hinata Hyuga…) ou des grands ennemis, tels Orochimaru ou les membres de l'Akatsuki (Itachi, Madara, Pain, Deidara…), une organisation obscure de ninjas puissants qui ont déserté leur village.
Plus tard, les personnages entretiennent des relations de plus en plus prononcées avec les autres villages ninjas. Lors de la 4e grande guerre ninja, notamment grâce à la nécromancie, des informations plus détaillées sur l'histoire des villages et des protagonistes sont dévoilées.

## Univers
Le monde dans lequel se déroule le récit a un aspect rétro-futuriste mélangeant des éléments de la civilisation septentrionale moderne et des éléments traditionnels est-asiatiques.
Le continent sur lequel se passe le récit au travers des différentes adaptations est constitué de plusieurs pays ayant de nombreuses fois été opposés par le passé. Cinq super-puissances, nommées d’après les cinq éléments japonais, se détachent parmi ceux-ci : le pays du Feu, celui de l’Eau, celui de la Foudre, celui de la Terre et celui du Vent. Les ninjas, et dans une moindre mesure les samouraïs, y forment de véritables puissances militaires et sont regroupés en villages.
L'univers de Naruto est issu de nombreuses influences, les protagonistes principaux sont des ninjas animés d’une force spirituelle appelée chakra, caractérisée par une concentration d'énergie spirituelle et corporelle, qui leur permet d’utiliser toute une palette de techniques de combat (jutsu) grâce aux mudras, variant selon l'utilisateur. En complément à cette originalité, l’apparence de ces ninjas est loin des stéréotypes habituels du Japon féodal auxquels la série emprunte cependant de nombreuses notions, les mélangeant avec certaines venues du shintoïsme, du bouddhisme, ou même du taoïsme et de l’hindouisme.

## Manga

### Japon
Le manga Naruto, écrit et dessiné par Masashi Kishimoto, est prépublié dans l'hebdomadaire Weekly Shōnen Jump de l'éditeur Shūeisha sous forme de feuilleton à partir du numéro 43 de 1999 commercialisé le 21 septembre 1999 au Japon. Chaque lundi, sauf exception, un nouveau chapitre d'environ vingt pages en noir et blanc sort, avec parfois les premières pages en couleurs. Tous les deux à trois mois, un nouveau recueil de deux cents pages environ, regroupant en moyenne neuf des chapitres précédemment publiés dans le magazine, est publié par l'éditeur japonais.
Le récit peut grossièrement se couper en deux grandes parties : une première partie se déroulant sur approximativement un an d'après le premier databook et se terminant au chapitre 238 « Le Jour du départ » dans le tome 27 ; une seconde partie se déroulant deux ans et demi plus tard et adaptée en anime sous le nom de Shippuden. À ce découpage grossier s'ajoute un découpage plus fin en unités d'action (ou arcs narratifs).
En novembre 2013, lors d'une interview, le mangaka révèle que le manga touche à sa fin. Le 10 novembre 2014, le magazine Weekly Shōnen Jump publie le dernier chapitre de Naruto,.
La version francophone et la version néerlandophone sont publiées directement sous la forme de tomes reliés par l'éditeur Kana depuis 2002 en Belgique, en France, au Luxembourg, aux Pays-Bas, au Québec et en Suisse. En 2012, à l'occasion des 10 ans de Naruto, les éditions Kana ont édité les huit volumes collector réalisés par l'éditeur original au Japon pour la même occasion. Publiés en édition limitée et accompagnés de nombreux goodies, ils rassemblent les tomes 1 à 27 de la série au format original japonais, 178 × 258 mm,,. Enfin, Kana propose à partir de 2022 une édition Hokage exclusive en grand format (140 × 213 mm), au format double de l'intégralité de la série.

### International
Au Canada, aux États-Unis et au Royaume-Uni, l'éditeur Viz Media publie le manga depuis août 2003 dans la collection « Shonen Jump graphic novel ». Début février 2011, les cinquante premiers tomes de la série ont été publiés. L’éditeur anglophone a également publié plusieurs livres en rapport avec la série, dont les artbooks et les novélisations.
En Espagne, la filiale espagnole de l'éditeur Glénat, devenue par la suite l'éditeur indépendant Editores de Tebeos, a commencé la publication du manga en octobre 2002 en espagnol et en catalan. En septembre 2012, l'éditeur annonce qu'à la suite du non-renouvellement des droits d'exploitation, il arrêtera la publication du manga après le 60e tome,. Fin novembre 2012, une annonce commune d'Editores de Tebeos et Planeta DeAgostini dévoile que ce dernier, par le biais de sa filiale de bandes dessinées Planeta DeAgostini Cómics, prend la suite de la publication et réédite les volumes épuisés à partir de janvier 2013.
Les autres éditeurs comprennent notamment Tong Li Comics pour Taïwan, Rightman (zh) pour Hong Kong, Daiwon C.I. pour la Corée du Sud, JPF (en) pour la Pologne, Carlsen Comics pour l'Allemagne et le Danemark, Mangafan (en) pour la Hongrie, Panini Comics (Planet Manga) pur l'Italie, Comics House, Komik Remaja (ms) pour la Malaisie, Chuang Yi (chinois) pour Singapour, Elex Media Komputindo pour l'Indonésie,Schibsted Forlagene (sv) pour la Norvège et la Suède, Kana pour la France, Panini Comics pour le Brésil, Sangatsu Manga (en) pour la Finlande, Mundo Vid pour le Mexique, Alma Littera (en) pour la Lituanie et Comix-ART (en) pour la Russie.

## Anime

### Diffusion des épisodes
Les épisodes de Naruto sont diffusés au rythme d'un épisode par semaine sur la chaîne japonaise TV Tokyo, le jeudi à 19 h 30 (ils étaient diffusés le mercredi à 19 h 27 avant le 5 octobre 2006). En 2015, tous les épisodes de Naruto sont rediffusés au rythme d'un épisode par semaine chaque mardi à 17 h 30 sur TV Tokyo dans l'émission Anime 530 (アニメ530). À partir de l'épisode 136 (diffusé le 25 mai 2005) et jusqu'à l'épisode 220 (diffusé le 8 février 2007), les épisodes sont complètement différents du manga. Ce sont des histoires parallèles créées dans le but d'attendre que le manga prenne suffisamment d'avance, la diffusion de l'anime étant plus rapide que l'écriture du manga (le même cas s'était déjà présenté avec l'ajout des épisodes 101 à 106).
Une nouvelle série du nom de Naruto Shippuden (trad. litt. : Naruto : Légende de la tornade) est diffusée sur TV Tokyo depuis le 15 février 2007. Cette série reprend quant à elle la trame du manga.
Aux États-Unis, la série est diffusée sur Adult Swim du lundi au jeudi à 22 h 30 et le samedi à 21 h puis 21 h 30 (fuseau horaire EST). Adult Swim a fait procéder à quelques changements dans l'anime, afin de « protéger » le public américain de certaines scènes considérées comme trop violentes. Exemples : Le sang n'apparaît pas lors des combats, et les scènes de violences humoristiques sont censurées dans le cas de Sakura et Naruto.
En France, les neuf saisons sont diffusées sur Game One depuis le 2 janvier 2006, tous les jours à 18 h, et sont rediffusées le lendemain vers 7 h 30 (en semaine) ou 9 h 15 et 12 h (le week-end). Cette diffusion permet à la chaîne de rassembler un public beaucoup plus large que son audience habituelle,. Il est possible de voir les épisodes des saisons 5 et 6 depuis le 17 décembre 2006 et des saisons 7 et 8 depuis le 8 septembre 2007. En octobre 2007, Game One a diffusé l'intégralité de Naruto (deux épisodes à la suite par semaine) incluant les vingt derniers épisodes à partir du 8 janvier 2008. Du 5 septembre 2008 au 7 février 2018, Game One diffuse Naruto Shippuden en version française.
Depuis le 25 octobre 2006, une version édulcorée, destinée à un public plus jeune, est diffusée sur Adult Swim France, du lundi au vendredi à 20 h 25, (4 épisodes le mercredi). Naruto est également diffusé sur NT1, une chaîne généraliste française de la TNT, depuis le 3 octobre 2007 dans une version intégrale le mercredi à 17 h 50 et 18 h 15, le samedi à 11 h 5 et 11 h 30 et le dimanche à 11 h 10 et 11 h 35. Il existait également une version pour enfants spécialement réalisée pour la chaîne France 3 sous le nom de Phénomène Naruto, diffusée à partir du 13 décembre 2006 à 10H00 dans l'émission Toowam, mais cette version n'est plus diffusée depuis 2008 ; il s'agissait de la première diffusion hertzienne de la série. La diffusion est également stoppée sur la chaîne Mangas (en version intégrale).
Au Canada, la série est diffusée en anglais sur YTV. Au Québec, la série est diffusée en français sur Télétoon en semaine, à 22 h 30 (en « version intégrale ») du lundi au vendredi ainsi qu'à 10 h 30 le dimanche, mais aussi dans la semaine à 18 h 30 (en « version censurée », fuseau horaire EST).
À l'occasion du 20e anniversaire de la série d'animation, la production de 4 nouveaux épisodes est annoncée, pour une diffusion prévue au Japon en septembre 2023. En France, ADN possède les droits de diffusion. Cependant, quelques jours avant la diffusion le comité de production annonce un report pour améliorer la qualité des épisodes. Depuis le communiqué, il n'y a toujours pas de nouvelles dates et informations.[réf. nécessaire]

### Diffusion par pays
L'anime Naruto est diffusé dans son pays d'origine, le Japon, sur Animax et TV Tokyo. Il est par la suite exporté dans de nombreux pays et langues différentes. Dans les pays asiatiques hors Japon, il est diffusé en Chine sur CTS, en Corée du Sud  sur Tooniverse, à Hong Kong sur TVB Music, TVB Jade, TVB J2, en Malaisie sur TV3, Astro Ria, et dans les Philippines sur ABS-CBN, Studio 23 et Hero TV.
En France, l'anime est diffusé à la télévision sur Adult Swim France, Game One et J-One, et en streaming sur ADN, Netflix, Prime Video et Paramount+. Il est anciennement diffusé sur les chaînes France 4, France Ô et Canal J (version « jeunesse »), et NT1 (version intégrale). En Belgique, il est diffusé sur Club RTL en version intégrale. En Suisse, sur la RTS Deux (version « jeunesse »). Dans les autres pays européens, il est diffusé au Royaume-Uni sur Disney XD UK, en Espagne sur Disney XD España et Cuatro en version censurée, en Italie sur Italia 1 en version « très » censurée, Italia 2 en version intégrale, en Allemagne sur RTL 2 Allemagne en version « très » censurée, en Pologne et Roumanie sur Jetix, en Autriche sur VIVA Austria.
Au Canada, l'anime est diffusé en anglais sur YTV en version censurée. Dans la province francophone du Québec, il atteint la chaîne Télétoon en version « jeunesse » la semaine et en version intégrale la nuit. Aux États-Unis, au Mexique, et en Argentine, Naruto est diffusé sur Adult Swim en version censurée. Au Brésil, il est diffusé sur sur Cartoon Network et SBT. En Algérie, il est diffusé sur Beur TV et DTV en version originale sous-titrée en arabe. Au Maroc, il est diffusé sur 2M et Al Aoula. Dans la Ligue arabe, il est présenté sur Space Power TV (en) et MBC Action en version censurée. À Israël, l'anime est diffusé sur Children's Channel.
Naruto Shippuden est, quant à lui, diffusé au Japon sur Animax et TV Tokyo. Il atteint la France sur Game One en version intégrale, J-One, en simulcast sur ADN et en streaming sur Netflix, Prime Video et Paramount+ en version originale sous-titrée. Ailleurs, il est diffusé en Italie sur Italia 1, et en Allemagne sur RTL 2 Allemagne.

### Doublage
La société de doublage en charge de Naruto est le studio belge Studio Made in Europe (épisodes 1-156). Le doublage est ensuite repris par Studio Sonciville (épisodes 157-220). La Direction artistique est de Jean-Pierre Denuit (épisodes 1-106), Emmanuel Lienart (épisodes 107-156), et Julie Basecqz (épisodes 157 à 220). L'adaptation des dialogues est de Nadine Sabania et la traduction de Sébastien Bigini.
Pour Naruto Shippuden, le doublage est pris en charge par la société belge Studio Chinkel, dont la direction artistique est assurée par Julie Basecqz et l'adaptation des dialogues par Ludovic Manchette.

## Produits dérivés

### Films
Onze films basés sur la licence Naruto sont diffusés dans les salles japonaises :
- Naruto a fait l'objet de trois films :
- Naruto et la Princesse des neiges sort le 21 août 2004 et diffusé en version française (VF) sur Game One le dimanche 5 avril 2009.
- La Légende de la pierre de Guelel  sort le 6 août 2005 et diffusé en VF sur Game One le dimanche 3 mai 2009.
- Mission spéciale au pays de la Lune  sort le 5 août 2006 et diffusé en VF sur Game One le dimanche 7 juin 2009.

- Naruto Shippuden a fait l'objet de huit films :
- Naruto Shippuden : Un funeste présage sort le 4 août 2007 et diffusé en VF sur Game One le dimanche 16 mai 2010 sous le titre Naruto Shippuden : La Disparition de Naruto[23].
- Naruto Shippuden : Les Liens sort le 2 août 2008 et diffusé en VF sur Game One le dimanche 23 mai 2010 sous le titre Naruto Shippuden : Le Maître et le Disciple[24].
- Naruto Shippuden : La Flamme de la volonté sort le 1er août 2009 et a été diffusé en VF sur Game One en septembre 2010[25].
- Naruto Shippuden: The Lost Tower[26] sort le 31 juillet 2010 et a été diffusé en VF sur Game One le mercredi 25 mai 2011[27].
- Naruto Shippuden: Blood Prison[28] sort le 30 juillet 2011[29] et a été diffusé en VF sur Game One le mercredi 14 novembre 2012[30].
- Naruto Shippuden: Road to Ninja ou Naruto le film : Road to Ninja[31] sort le 28 juillet 2012[32] et en salles françaises le 6 juin 2013 (uniquement en VOSTFr[33]).
- Naruto the Last, le film[34] ou The Last: Naruto the Movie sort le 6 décembre 2014[35] et dans les salles françaises en VF / VOSTFr[réf. nécessaire] le 13 mai 2015[36].
- Boruto : Naruto, le film sort le 7 août 2015[37] et le 16 septembre 2015 dans les salles françaises en VOSTFr[38].

### OVA
Il existe également dix OVA et deux OAD (moyens métrages d'animation basés sur la licence Naruto, diffusés sur support indépendant, sans sortie préalable au cinéma ou à la télévision) :
- Naruto :
  - Trouver le trèfle pourpre à quatre feuilles ! est présenté au Jump Festa 2003.
  - Combat mortel au village caché de Taki ! est présenté au Jump Festa 2004, et diffusé en VF le 12 décembre 2010 sur Game One[39].
  - La Fête de Konoha est un OVA bonus du 1er film, sorti le 21 août 2004 au Japon[40] et a été diffusée en VF le 27 novembre 2011 sur Game One[41].
  - Le Combat final !! Jōnin contre Genin est un OVA spécial fourni avec le jeu Naruto: Ultimate Ninja 3, le 22 décembre 2005 au Japon.

- Naruto Shippuden :
  - Naruto Shippūden, Shippu! Konoha-gakuen den est une reprise des illustrations du second générique de fin de Naruto Shippuden racontant les aventures des personnages dans un univers alternatif au sein d'un lycée.
  - The Cross Roads, OVA en 3D, a été présenté au Jump Festa Anime Tour 2009.
  - Naruto, le Génie et les trois vœux est un OVA sorti le 31 juillet 2010 au Japon et en bonus DVD inédit présent uniquement en VOSTFr dans le coffret du 4e film de Naruto Shippuden, en France[42].
  - Naruto x UT est un OVA spécial crée pour Uniqlo, un distributeur japonais de vêtements qui vend des T-shirts conçus par Masashi Kishimoto conjointement avec le Studio Pierrot[43].
  - L'Examen enflammé de sélection des Chūnin ! Naruto contre Konohamaru ![28] est un OVA bonus du 5e film de Naruto Shippuden, sorti le 30 juillet 2011 au Japon[44] et en bonus DVD inédit présent uniquement en VOSTFr dans le coffret du 5e film de Naruto Shippuden, en France[45].
  - Hashirama Senju contre Madara Uchiwa est un OVA spécial fourni au Japon avec le jeu Naruto Shippūden: Ultimate Ninja Storm Generations.
  - Motion Comic Naruto est un OAD spécial crée pour la sortie du sixième film Naruto Shippuden: Road to Ninja. Ce DVD dont la couverture a été dessinée par Kishimoto, est une initiative de l'auteur et de son éditeur du Shônen Jump, qui a été décidé lors de la Golden Week 2012.[réf. souhaitée]

### DVD
Depuis octobre 2007, la série d'animation Naruto est éditée en DVD par Kana Home Video, en version originale non censurée et également en version censurée (appelée "version jeunesse"). La série est éditée en coffrets. La version disponible sur ces coffrets est la « version intégrale non censurée », identique à la version diffusée sur Game One, avec possibilité de choix de la langue.  La série comporte 17 coffrets de 3 DVD, soit 13 épisodes par coffret (sauf pour les coffrets 2 et 17 qui en contiennent 12 et le coffret 3 qui en contient 14). 
1. Le volume 1 contenant les épisodes 1-13 (13 épisodes) sort le 20 janvier 2006[46].
2. Le volume 2 contenant les épisodes 14-25 (12 épisodes) + bonus inédits sort le 26 avril 2006[47].
3. Le volume 3 contenant les épisodes 26-39 (14 épisodes) + 1 livret collector inédit sort le 14 juin 2006[48].
4. Le volume 4 contenant les épisodes 40-52 (13 épisodes) + 1 carte à jouer Naruto sort le 23 août 2006[49].
5. Le volume 5 contenant les épisodes 53-65 (13 épisodes) seul ou en édition spéciale avec une figurine Bandai sort le 4 octobre 2006[50].
6. Le volume 6 contenant les épisodes 66-78 (13 épisodes) + 1 livret collector inédit sort le 13 décembre 2006[51].
7. Le volume 7 contenant les épisodes 79-91 (13 épisodes) + 5 cartes postales sort le 7 février 2007[52].
8. Le volume 8 contenant les épisodes 92-104 (13 épisodes) + 1 carte à jouer Naruto sort le 4 avril 2007[53].
9. Le volume 9 contenant les épisodes 105-117 (13 épisodes) + 1 marque-page sort le 6 juin 2007[54].
10. Le volume 10 contenant les épisodes 118-130 (13 épisodes) sort le 8 août 2007[55].
11. Le volume 11 contenant les épisodes 131-143 (13 épisodes) + mini silhouette de Naruto est sorti le 3 octobre 2007[56].
12. Le volume 12 contenant les épisodes 144-156 (13 épisodes) + plusieurs cartes postales Naruto sort le 5 décembre 2007[57].
13. Le volume 13 contenant les épisodes 157-169 (13 épisodes) + mini silhouette de Kakashi est sorti le 27 février 2008[58].
14. Le volume 14 contenant les épisodes 170-182 (13 épisodes) + sticker mural Naruto sort le 9 avril 2008[59].
15. Le volume 15 contenant les épisodes 183-195 (13 épisodes) + carte Bandaï est sorti le 4 juin 2008[60].
16. Le volume 16 contenant les épisodes 196-208 (13 épisodes) + une chaussette pour portable sort le 27 août 2008[61].
17. Le volume 17 contenant les épisodes 209-220 (12 épisodes) + une image Naruto dépliante et le 1er DVD de Naruto Shippuden en VOSTFr sort le 22 octobre 2008[62].
18. Le coffret collector intégrale contenant les 220 épisodes sort le 3 octobre 2012[63].

La version censurée, appelée "version jeunesse", est également parue chez Kana Home Video sous forme de 5 DVD contenant 6 épisodes chacun, sortis entre octobre 2007 et mars 2008, puis en un coffret de 5 DVD paru en octobre 2008 contenant 30 épisodes en tout. Cette version n'est plus éditée. 
1. Le volume 1 contenant les épisodes 1-6 (6 épisodes) + 1 pochette de 5 stickers Panini Naruto à collectionner sort le 24 octobre 2007 (EAN: 3309450026422)
2. Le volume 2 contenant les épisodes 7-12 (6 épisodes) + 1 pochette de 5 stickers Panini Naruto à collectionner sort le 24 octobre 2007 (EAN: 3309450026439)
3. Le volume 3 contenant les épisodes 13-18 (6 épisodes) + une carte à collectionner "Technique du Vent" sort le 28 novembre 2007 (EAN: 3309450026446)
4. Le volume 4 contenant les épisodes 19-24 (6 épisodes) + un poster Naruto sort le 5 mars 2008 (EAN: 3309450026453)
5. Le volume 5 contenant les épisodes 25-30 (6 épisodes) + une guirlande multiclonage sort le 6 août 2008
6. Le coffret "Version Jeunesse" 5 DVD contenant les épisodes 1-30 (30 épisodes) sort le 1er octobre 2008 (EAN: 3309450029089)

Depuis décembre 2008, la série d'animation Naruto Shippuden est éditée en DVD par Kana Home Video. La série comporte 39 coffrets de 3 DVD à l’exception du coffret 39 qui en contient 2, soit 13 épisodes par coffret (sauf pour les coffrets 34, 35 et 36, le nombre d'épisodes passe de 13 à 12 ; pour les coffrets 37 et 38, le nombre passe de 12 à 14 ; pour le coffret 39, le nombre sera de 7, étant les derniers de l’anime). La version disponible sur ces coffrets est la « version intégrale non censurée », identique à la version diffusée sur Game One, avec possibilité de choix de la langue.
1. Le volume 1 contenant les épisodes 1-13 (13 épisodes) + un poster collector sort le 3 décembre 2008[64].
2. Le volume 2 contenant les épisodes 14-26 (13 épisodes) + quatre photos inédites sort le 11 février 2009[65].
3. Le volume 3 contenant les épisodes 27-39 (13 épisodes) + des feuilles de sticker sort le 22 avril 2009[66].
4. Le volume 4 contenant les épisodes 40-52 (13 épisodes) + un porte-clef est sorti le 5 août 2009[67].
5. Le volume 5 contenant les épisodes 53-65 (13 épisodes) est sorti le 2 décembre 2009[68].
6. Le volume 6 contenant les épisodes 66-78 (13 épisodes) est sorti le 3 février 2010[69].
7. Le volume 7 contenant les épisodes 79-91 (13 épisodes) est sorti le 7 avril 2010[70].
8. Le volume 8 contenant les épisodes 92-104 (13 épisodes) + un poster géant est sorti le 2 juin 2010[71].
9. Le volume 9 contenant les épisodes 105-117 (13 épisodes) est sorti le 6 octobre 2010[72].
10. Le volume 10 contenant les épisodes 118 à 130 (13 épisodes) est sorti le 1er décembre 2010[73].
11. Le volume 11 contenant les épisodes 131-143 (13 épisodes) est sorti le 2 mars 2011[74].
12. Le volume 12 contenant les épisodes 144-156 (13 épisodes) est sorti le 20 avril 2011[75].
13. Le volume 13 contenant les épisodes 157-169 (13 épisodes) est sorti le 6 juillet 2011[76].
14. Le volume 14 contenant les épisodes 170-182 (13 épisodes) est sorti le 5 octobre 2011[77].
15. Le volume 15 contenant les épisodes 183-195 (13 épisodes) + un strap collector pour portable est sorti le 4 janvier 2012[78].
16. Le volume 16 contenant les épisodes 196-208 (13 épisodes) est sorti le 7 mars 2012[79].
17. Le volume 17 contenant les épisodes 209-221 (13 épisodes) est sorti le 23 mai 2012[80].
18. Le volume 18 contenant les épisodes 222-234 (13 épisodes) + un fascicule collector spécial 10 ans de Naruto est sorti le 5 septembre 2012[81].
19. Le volume 19 contenant les épisodes 235-247 (13 épisodes) est sorti le 7 novembre 2012[82].
20. Le volume 20 contenant les épisodes 248-260 (13 épisodes) est sorti le 6 mars 2013[83].
21. Le volume 21 contenant les épisodes 261-273 (13 épisodes) est sorti le 25 septembre 2013[84].
22. Le volume 22 contenant les épisodes 274-286 (13 épisodes) est sorti le 27 novembre 2013[85].
23. Le volume 23 contenant les épisodes 287-299 (13 épisodes) est sorti le 26 mars 2014[86].
24. Le volume 24 contenant les épisodes 300-312 (13 épisodes) est sorti le 7 mai 2014[87].
25. Le volume 25 contenant les épisodes 313-325 (13 épisodes) est sorti le 8 octobre 2014[88].
26. Le volume 26 contenant les épisodes 326-338 (13 épisodes) est sorti le 1er décembre 2014[89].
27. Le volume 27 contenant les épisodes 339-351 (13 épisodes) est sorti le 4 mars 2015[90].
28. Le volume 28 contenant les épisodes 352-364 (13 épisodes) est sorti le 27 mai 2015[91].
29. Le volume 29 contenant les épisodes 365-377 (13 épisodes) est sorti le 4 novembre 2015[92].
30. Le volume 30 contenant les épisodes 378-390 (13 épisodes) est sorti le 2 décembre 2015[93].
31. Le volume 31 contenant les épisodes 391-403 (13 épisodes) est sorti le 23 mars 2016[94].
32. Le volume 32 contenant les épisodes 404-416 (13 épisodes) est sorti le 4 mai 2016[95].
33. Le volume 33 contenant les épisodes 417-429 (13 épisodes) est sorti le 26 octobre 2016[96].
34. Le volume 34 contenant les épisodes 430-441 (12 épisodes) est sorti le 7 décembre 2016[97].
35. Le volume 35 contenant les épisodes 442-453 (12 épisodes) est sorti le 15 mars 2017[98].
36. Le volume 36 contenant les épisodes 454 à 465 (12 épisodes) + un Clearfile inédit des Chroniques d'Itachi sort le 17 mai 2017[99].
37. Le volume 37 contenant les épisodes 466-479 (14 épisodes) est sorti le 17 novembre 2017[100].
38. Le volume 38 contenant les épisodes 480-493 (14 épisodes) est sorti le 16 février 2018[101].
39. Le volume 39 contenant les épisodes 494-500 (7 épisodes) + le premier épisode de Boruto en VOSTFr est sorti le 25 mai 2018[102].

- Films de Naruto

Les films de Naruto sont édités en DVD collectors et simple par Kana Home Video. Pour chaque édition, la version originale sous-titrée française (VOSTFr) est disponible ainsi que la version française (VF) « intégrale non censurée » identique à celle diffusée sur Game One.
1. Un coffret regroupant les trois films sort le 17 juin 2009 avec en supplément 3 posters Naruto et un livret collector.
2. Un DVD pour chacun des trois films sort le 3 février 2010.

- Films de Naruto Shippuden

Les films de Naruto Shippuden sont édités en DVD collectors et simple par Kana Home Video. Pour chaque édition, la version originale sous-titrée française (VOSTFr) est disponible ainsi que la version française (VF) « intégrale non censurée » identique à celle diffusée sur Game One.
1. Un coffret regroupant les trois premiers films sort le 4 août 2010, puis un DVD pour chacun des trois premiers films est sorti.
2. Le coffret collector du quatrième film sort le 24 août 2011[42].
3. Le coffret collector du cinquième film est sorti le 25 juillet 2012[45].
4. Le coffret collector du sixième film sort le 7 août 2013[103].
5. Le coffret collector du septième film sort le 18 novembre 2015.

### Jeux vidéo
Devant le succès de la série au Japon, des jeux vidéo ont naturellement été créés. Les premiers jeux furent commercialisés à partir de 2003 au Japon et 2006 aux États-Unis et en Europe, où le jeu vidéo eut le même succès.
- Sur Game Boy Advance :
  - Naruto Ninjutsu Zenkai! Saikyō Ninja Daikesshū (Japon : 1er mai 2003) / Naruto: Ninja Council (États-Unis : 9 mars 2006)
  - Naruto Konoha Senki (Japon : 12 septembre 2003)
  - Naruto Saikyō Ninja Daikesshū 2 (Japon : 29 avril 2004)
  - Naruto RPG Uketsugareshi Hi no Ishi (Japon : 22 juillet 2004)
- Sur PlayStation :
  - Naruto Shinobi no Sato no Jintori Kassen (Japon : 26 juin 2003)
- Sur PlayStation 2 :
  - Naruto Naltimate Hero (Japon : 23 octobre 2003) / Naruto: Ultimate Ninja (États-Unis : 26 juin 2006, Europe : 17 novembre 2006)
  - Naruto: Uzumaki Ninden (Japon : 18 août 2004) / Naruto: Uzumaki Chronicles (États-Unis : 14 novembre 2006, Europe : 25 mai 2007)
  - Naruto: Ultimate Ninja 2 (Japon : 30 septembre 2004) / Naruto: Ultimate Ninja 2 (États-Unis : 12 juin 2007, Europe : 19 octobre 2007)
  - Naruto: Ultimate Ninja 3 (Japon : 22 décembre 2005) / Naruto: Ultimate Ninja 3 (États-Unis : 25 mars 2008, Europe : 5 septembre 2008)
  - Battle Stadium D.O.N (apparition des personnages de Naruto) (Japon : 20 juillet 2006)
  - Naruto Konoha Spirits (Japon : 16 novembre 2006) / Naruto: Uzumaki Chronicles 2 (États-Unis : 4 septembre 2007, Europe : 7 mars 2008)
  - Naruto Shippūden: Ultimate Ninja 4 (Japon : 5 avril 2007) / Naruto Shippūden: Ultimate Ninja 4 (États-Unis : 26 juin 2006, Europe : 30 avril 2009)
  - Naruto Shippūden Narutimate Accel 2 (Japon : 20 décembre 2007) / Naruto Shippuden Ultimate Ninja 5 (États-Unis, Europe : décembre 2009)
- Sur PlayStation 3 :
  - Naruto: Ultimate Ninja Storm (Japon : 15 janvier 2009) / (États-Unis : 4 novembre 2008 / Europe : 7 novembre 2008)
  - Naruto Shippūden: Ultimate Ninja Storm 2 (Europe : 15 octobre 2010) / (États-Unis : 19 octobre 2010 / Japon : 21 octobre 2010
  - Naruto Shippūden: Ultimate Ninja Storm Generations (Europe : 30 mars 2012 / Japon : 26 février 2012 / États-Unis : 13 mars 2012)
  - Naruto Shippūden: Ultimate Ninja Storm 3 (Europe : 8 mars 2013) / (Japon : 14 avril 2013) / (États-Unis : 5 mars 2013)
  - Naruto Shippūden: Ultimate Ninja Storm 3 Full Burst (Europe : 25 octobre 2013 / États-Unis : 22 octobre 2013)
  - Naruto Shippūden: Ultimate Ninja Storm Revolution (Japon : 11 septembre 2014 / Europe, États-Unis : 12 septembre 2014)
  - J-Stars Victory Vs (apparition de Sasuke et de Madara en complément avec lui) : sorti le 19 mars 2014.
- Sur PlayStation 4 :
  - J-Stars Victory Vs (apparition de Sasuke et de Madara en complément avec lui) : sorti le 19 mars 2014.
  - Naruto Shippūden: Ultimate Ninja Storm 4 (février 2016)
  - Naruto Shippuden Ultimate Ninja Storm Trilogy (27 juillet 2017)[104]
  - Naruto Shippuden Ultimate Ninja Storm Legacy (25 août 2017)[105]
  - Naruto to Boruto: Shinobi Striker (août 2018)
- Sur GameCube :
  - Naruto: Gekitō Ninja Taisen (Japon : 11 avril 2003) / Naruto: Clash of Ninja (États-Unis : 9 mars 2006)
  - Naruto: Gekitō Ninja Taisen 2 (Japon : 4 décembre 2003) / Naruto: Clash of Ninja 2 (États-Unis : 26 septembre 2006) / Naruto: Clash of Ninja European Version (Europe : 24 novembre 2006)
  - Naruto: Gekitō Ninja Taisen! 3 (Japon : 20 novembre 2004)
  - Naruto: Gekitō Ninja Taisen! 4 (Japon : 21 novembre 2005)
  - Battle Stadium D.O.N (apparition des personnages de Naruto) (Japon : 20 juillet 2006)
- Sur Nintendo DS :
  - Naruto Saikyō Ninja Daikesshū 3 (Japon : 21 avril 2005)
  - Naruto RPG 2 Chidori VS Rasengan (Japon : 14 juillet 2005) / Naruto: Path of the Ninja (États-Unis : 2007)
  - Jump Super Stars (apparition des personnages de Naruto) (Japon : 8 août 2005)
  - Saikyō Ninja Daikesshū 4 (Japon : 27 avril 2006) / Naruto: Ninja Council 3 (États-Unis : 22 mai 2007) / Naruto: Ninja Council European Version (Europe : 5 octobre 2007)
  - Naruto RPG 3 Reijū VS Konoha Shōtai (Japon : 13 juillet 2006)
  - Jump Ultimate Stars (apparition des personnages de Naruto) (Japon : 23 novembre 2006)
  - Naruto Shinobi Retsuden (Japon : 14 décembre 2006)
  - Naruto Shippūden Saikyō Ninja Daikesshū 5 Kessen! Akatsuki (Japon : 19 juillet 2007)
  - Naruto Shippûden: Shinobi Rumble (Japon : 25 mars 2010 / États-Unis : 25 avril 2011)
  - Naruto Shippûden: Naruto vs Sasuke (Japon : 10 juillet 2008 / États-Unis : 12 novembre 2010)
- Sur PlayStation Portable :
  - Naruto Naltimate Portable - Mugenjō no Maki (Japon : 30 mars 2006) / Naruto: Ultimate Ninja Heroes (États-Unis : 28 août 2007 / Europe : 13 septembre 2007)
  - Naruto: Ultimate Ninja Heroes 2: The Phantom Fortress (États-Unis : 24 juin 2008 / Europe : 11 juillet 2008)
  - Naruto Shippūden Legends: Akatsuki Rising (États-Unis : 2009 / Europe : 25 septembre 2009)
  - Naruto Shippūden: Narutimatô Akkuserô 3 (Japon : 10 décembre 2009) / Naruto Shippūden: Ultimate Ninja Heroes 3 (États-Unis : 11 mai 2010 / Europe : 14 mai 2010)
  - Naruto Shippūden: Kizuna Drive (Japon : 15 juillet 2010 / États-Unis : 22 mars 2011, Europe : 25 mars 2011)
  - Naruto Shippūden: Ultimate Ninja Impact (Japon : octobre 2011) / Naruto Shippuden: Ultimate Ninja Break (États-Unis : 2012 / Europe : 2012)
- Sur Wii :
  - Naruto: Clash of Ninja Revolution (États-Unis : 23 octobre / Europe : 28 mars 2008)
  - Naruto: Clash of Ninja Revolution 2 (Europe : 13 février 2009)
  - Naruto Shippūden: Clash of Ninja Revolution 3 (États-Unis : 17 novembre 2009)
  - Naruto Shippūden: Gekitō Ninja Taisen! EX (Japon : 22 février 2007)
  - Naruto Shippūden: Gekitō Ninja Taisen! EX 2
  - Naruto Shippūden: Gekitō Ninja Taisen! EX 3
  - Naruto Shippûden Gekitô Ninja Taisen SP
  - Naruto Shippûden: Dragon Blade Chronicle
- Sur Xbox 360 :
  - Naruto: Rise of a Ninja (États-Unis : 2007 / Europe : 19 octobre 2007)
  - Naruto: The Broken Bond (États-Unis : 18 novembre 2008 / Europe : 20 novembre 2008)
  - Naruto Shippūden: Ultimate Ninja Storm 2 (États-Unis : 19 octobre 2010 / Europe : 15 octobre 2010)
  - Naruto Shippūden: Ultimate Ninja Storm Generations (Europe : 30 mars 2012 / Japon : 26 février 2012)
  - Naruto Shippūden: Ultimate Ninja Storm 3 (Europe : 8 mars 2013 / Japon : 18 avril 2013)
  - Naruto Shippūden: Ultimate Ninja Storm 3 Full Burst (Europe : 25 octobre 2013 / États-Unis : 22 octobre 2013)
  - Naruto Shippūden: Ultimate Ninja Storm Revolution (Japon : 11 septembre 2014 / Europe, États-Unis : 12 septembre 2014)
- Sur Xbox One :
  - Naruto Shippūden: Ultimate Ninja Storm 4 (février 2016)
  - Naruto to Boruto: Shinobi Striker (août 2018)
- Sur Nintendo 3DS :
  - Naruto Shippūden: Nin Rittai Emaki Saikyou Ninkai Kessen!! (Japon : 31 mars 2011) / Naruto Shippuden 3D: The New Era (États-Unis : 2011 / Europe : 6 juin 2011)
  - Naruto SD Powerful Shippuden (Japon : décembre 2012)
- Sur Nintendo Switch :
  - Naruto Shippuden: Ultimate Ninja Storm Trilogy (26 avril 2018)
  - Naruto Shippūden: Ultimate Ninja Storm 4 (avril 2020)
- Sur PC :
  - Naruto Shippūden: Ultimate Ninja Storm 3 Full Burst (Europe : 25 octobre 2013 / États-Unis : 22 octobre 2013)
  - Naruto Shippūden: Ultimate Ninja Storm Revolution (Japon : 11 septembre 2014 / Europe, États-Unis : 12 septembre 2014)
  - Naruto Shippūden: Ultimate Ninja Storm 4 (février 2016)
  - Naruto online (2016)
  - Naruto to Boruto: Shinobi Striker (août 2018)
  - Jump Force (15 février 2019)
- Sur Android et iOS :
  -  NARUTO X BORUTO: Ninja Voltage  (Monde : 21 novembre 2017)

### Publications

#### Parodie
Le succès de la série a inévitablement entraîné la création de plusieurs parodies basées sur l'univers de Naruto, avec notamment le manga Naruzozo en japonais, traduit en français par les éditions Gekko. Plusieurs parodies amateurs rencontrent également un certain succès sur internet, parmi lesquelles les productions hispanophones Raruto et Shippu! Konoha Gakuen Den, le premier étant clairement une parodie et le second un développement de l'histoire de l'OAV officielle du même nom.

#### Anime comics
Des animes comics de Naruto Shippuden sont également sortis, édités par les éditions Médiatoon en version française :
- Naruto Shippuden : Un funeste présage, tiré du film du même nom, est sorti le 2 décembre 2011[107].
- Naruto Shippuden : Les Liens, tiré du film du même nom, est sorti le 2 décembre 2011[108].
- Naruto Shippuden : La Flamme de la volonté, tiré du film du même nom, est sorti le 3 février 2012[109].
- Naruto et la Princesse des neiges, tiré du film du même nom, est sorti le 6 juillet 2012[110].
- La Légende de la pierre de Guelel, tiré du film du même nom, est sorti le 6 juillet 2012[111].
- Mission spéciale au pays de la Lune, tiré du film du même nom, est sorti le 7 septembre 2012[112].
- Naruto Shippuden: The Lost Tower, tiré du film du même nom, est sorti le 2 novembre 2012[113].

#### Romans etlight novels
Seize light novels Naruto, dont les neuf premiers sont écrits par Kusakabe Masatoshi, sont publiés au Japon par Shūeisha, les deux premiers étant proposés aux États-Unis par VIZ Media. Le premier, nommé Shiro no douji, chifū no oni jin (白の童子、血風の鬼人), basé sur la saga au Pays des vagues, est sorti le 16 décembre 2002 au Japon. Le second, nommé Takigakure no shitō ore ga eiyū dattebayo! (滝隠れの死闘　オレが英雄だってばよ！), basé sur l'OAV Combat mortel au village caché de Taki !, est sorti le 15 décembre 2003 au Japon. Les films d'animation ont également connu des adaptations en light novels,.
Une série de six light novels, nommée Hiden, est commercialisée entre février et juillet 2015 au Japon. Chacun des six romans est centré respectivement sur Kakashi, Shikamaru, Sakura, Konoha, Gaara et Akatsuki et se place dans la chronologie officielle de la série. Trois autres romans, Shinden, sont commercialisés entre août et novembre 2015,. Le roman Itachi Shinden fait l'objet d'une adaptation en anime au printemps 2016 en tant qu'arc narratif de Naruto Shippuden. Une nouvelle série de trois romans, intitulée Shinden sera commercialisée à partir du 2 mai 2018. Celle-ci est centrée sur Naruto, Sasuke et Shikamaru alors qu'ils sont parents.
En France, les éditions Hachette proposent une adaptation en roman pour un public jeune à partir de septembre 2008. Vingt romans ont été publiés dans la collection bibliothèque verte en janvier 2013.

### Figurines
Naruto bénéficie d'une production très importante de figurines diverses et variées. Les droits dérivés sont détenus par différentes sociétés suivant la zone géographique concernée. Au Japon, les figurines en PVC sont chez Banpresto et Megahouse. En France et dans l'Union européenne, les statuettes en résine et figurines en PVC sont chez Tsume Art. Aux États-Unis, les statuettes en résine et figurines PVC sont chez Toynami.

### Séries dérivées

Logo du spin-off Rock Lee no seishun full-power ninden.

En novembre 2010, un manga dérivé intitulé Rock Lee : Les Péripéties d'un ninja en herbe (ロック・リー・の青春フルパワー忍伝, Rock Lee no seishun furu pawā ninden, trad. litt. : La légende ninja de la toute-puissance de la jeunesse de Rock Lee) a été annoncé. Il a été créé et dessiné par Kenji Taira à partir de décembre 2010 dans le magazine Saikyō Jump. Utilisant un graphisme SD, il met en scène des récits comiques autour du personnage de Rock Lee et de son « idiotie volontariste ». Le dernier chapitre a été publié en juillet 2014 et le manga comporte un total de sept volumes. La version française est publiée par Kazé.
Fin janvier 2012, le Weekly Shōnen Jump a annoncé l'adaptation du manga en une série télévisée d'animation sous le titre Naruto SD: Rock Lee no seishun full-power ninden. Celle-ci comporte 51 épisodes diffusés entre avril 2012 et mars 2013. Dans les pays francophones, elle est éditée en DVD par Kana Home Video.
En juillet 2014, un second manga dérivé intitulé, Uchiha Sasuke no sharingan den, a été annoncé. Il est également écrit et dessiné par Kenji Taira entre le 3 octobre 2014 et le 1er avril 2017 dans le même magazine,. Il est centré sur Sasuke Uchiwa et s'inscrit dans le même registre humoristique que le manga Rock Lee : Les Péripéties d’un ninja en herbe. Le premier volume relié est publié le 4 août 2015, et le manga comporte trois tomes.
Lors de la parution du dernier chapitre de Naruto, le magazine Weekly Shōnen Jump annonce la sortie d'un spin-off intitulé Naruto Gaiden : Le 7e Hokage et la Lune écarlate (NARUTO-ナルト-外伝「七代目火影と緋色の花つ月」, Naruto Gaiden « Nanadaime Hokage to akairo no hanatsuzuki »). Celui-ci débute le 27 avril 2015 dans le magazine Weekly Shōnen Jump et est traduit en français en même temps que sa publication japonaise par Kana,. Il présente la nouvelle génération avec Boruto, fils de Hinata et Naruto ainsi que Sarada, fille de Sakura et Sasuke. Le dernier chapitre est publié le 6 juillet 2015 et l'unique volume relié est sorti le 4 août 2015 au Japon. Les chapitres sont traduits en français et publié numériquement en simultané avec le Japon par Kana, qui publiera par la suite le volume relié en janvier 2017.
Le 30 novembre 2015, Shūeisha met en place un compte à rebours annonçant la « Nouvelle Génération ». Le 19 décembre 2015, la production d'un one shot est annoncé, dessiné par Masashi Kishimoto, ainsi qu'une série mensuelle écrite par Ukyō Kodachi et dessinée par Mikio Ikemoto, sous la supervision de Kishimoto. Les deux mangas sont centrés sur Boruto et la nouvelle génération de personnages,. Le one shot de Kishimoto est publié le 25 avril 2016, tandis que la série intitulée Boruto: Naruto Next Generations (ＢＯＲＵＴＯ―ボルト―　―ＮＡＲＵＴＯ　ＮＥＸＴ　ＧＥＮＥＲＡＴＩＯＮＳ―, Boruto: Naruto Nekusuto Jenerēshonzu) est publiée depuis le 9 mai 2016 dans le magazine Weekly Shōnen Jump. Le premier volume relié est publié le 4 août 2016. Les chapitres sont traduits en français et publié numériquement en simultané avec le Japon par Kana, qui publie par la suite les volumes reliés à partir de mars 2017. Une adaptation en anime est diffusée depuis avril 2017.

### Naruto CCG
En 2003, l'éditeur Bandai sort au Japon le jeu de carte Naruto Collectible Card Game, basé sur l'univers de Naruto. Après 28 extensions, le jeu s’arrête en 2013.

### Adaptation en prise de vues réelles
En juillet 2015, Lionsgate a acquis les droits d'adaptation de Naruto en un film live américain.
Le 17 décembre 2016, l'adaptation live a été confirmée lors de la Jump Festa 2017 par Masashi Kishimoto qui sera impliqué dans la production du film. Il travaillera avec Michael Gracey à la réalisation, à la suite des pourparlers avec Lionsgate. Avi Arad (Ghost in the Shell) et son fils Ari Arad seront à la production via leur société Arad Productions. Erik Feig, Geoff Shaveitz et Kelly O'Malley sont également annoncés pour superviser le film. La date de sortie du film n'a pas encore été annoncée.

## Accueil

### Prix et distinctions
Naruto remporte le 16e prix Espagnol Manga Barcelona dans la catégorie shonen en 2010. Le manga a remporté le Quill Award (en) du roman graphique en 2006. Il est nommé pour la série Manga préférée aux Comics Awards 2009 du Nickelodeon Magazine. En 2015, il a été nommé pour le 19e Prix culturel Osamu Tezuka. Kishimoto Masashi remporte le prix de la recrue de l'année pour la série des prix de recommandation des beaux-arts 2014 de l'Agence gouvernementale japonaise pour les affaires culturelles. Dans le sondage Manga Sōsenkyo 2021 de TV Asahi, dans lequel 150 000 personnes votent pour leurs 100 meilleures séries de mangas, Naruto se classe 7e.

### Succès international

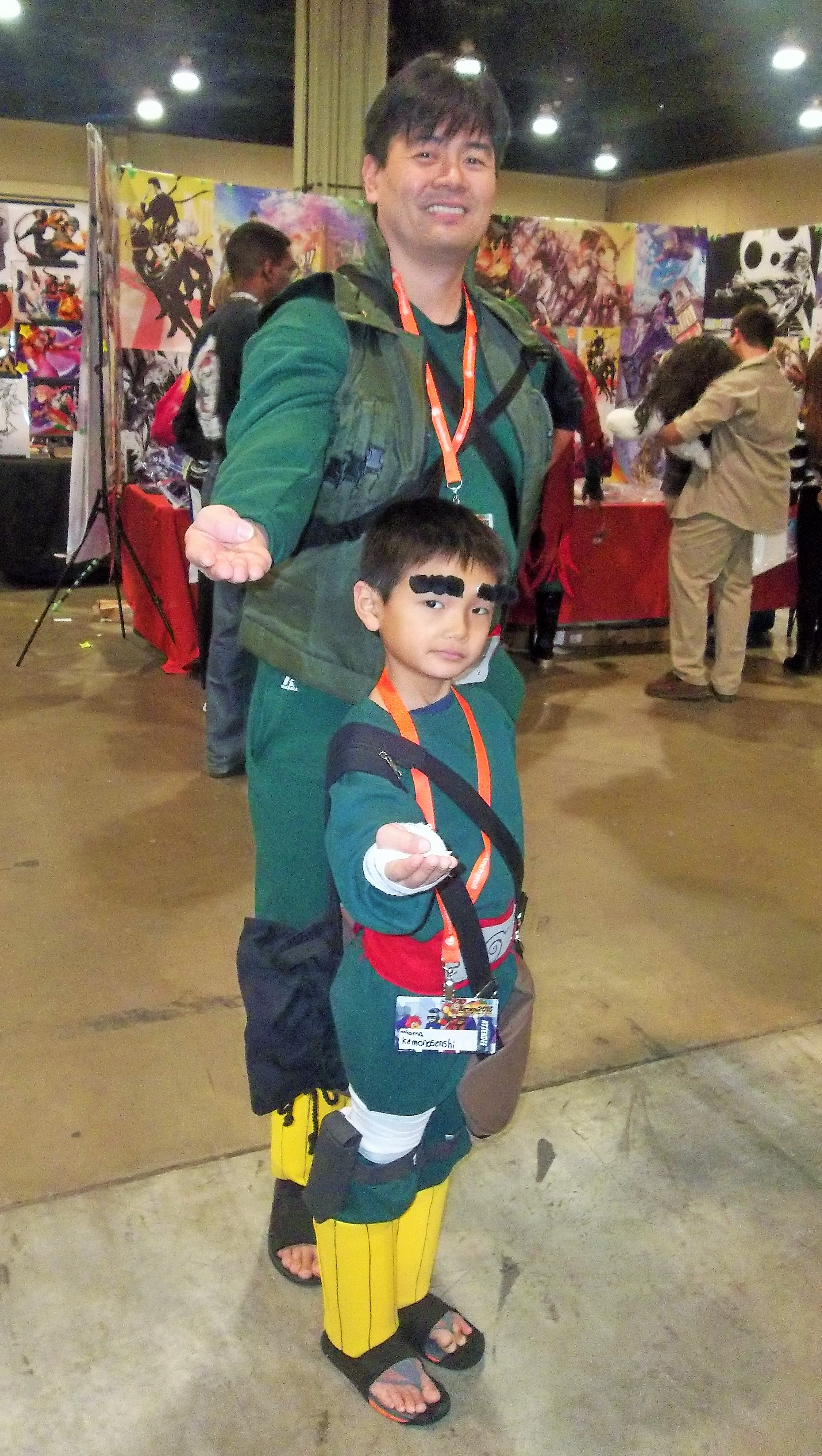
Cosplay de Rock Lee à la Katsucon.

En 2019, le tirage total de la série s'élève à plus de 250 millions d'exemplaires en circulation dans le monde, ce qui en fait la quatrième série de mangas la plus vendue de l'histoire. Plus de la moitié du tirage total était au Japon, le reste provenant de 46 pays et régions,. Dans l'ensemble, le manga a été bien accueilli au Japon et aux États-Unis comme dans le reste du monde. Lors de la sortie du volume 36 en 2006, le manga s'était déjà écoulé à plus de 71 millions d'exemplaires au Japon, tandis qu'en 2008 le chiffre s'élevait à 89 millions. En 2008, le volume 43 se vend à plus d'1,1 million d'exemplaires et fut la 8e meilleure vente de l'année dans la catégorie bandes dessinées au Japon. Les volumes 41, 42 et 44 figurent également parmi les vingt premiers, mais sont moins bien classés que le volume 43. Au total, le manga se vend à 4 261 054 exemplaires au Japon en 2008, devenant ainsi la deuxième série la plus lue dans le pays. Lors du premier semestre 2009, Naruto se classe comme la 3e meilleure vente de manga au Japon, vendu à 3,4 millions d'exemplaires. Durant cette période, le volume 45 se hisse au 5e rang avec 1,1 million d'exemplaires vendus, tandis que le volume 46 se classe 9e, après s'être vendu 864 708 exemplaires, et le volume 44 à la 40e place. Naruto est aussi l'un des plus grands succès de Viz Media, son éditeur aux États-Unis, et représente près de 10 % de ses ventes de mangas en 2006. En France, le tome 34 se hisse à la 5e place dans le classement 2008 des meilleures ventes de BD publié par Livres Hebdo / Ipsos, en se vendant à 133 000 exemplaires. Les tomes 35 et 36 figurent dans le top 10 aux 8e et 10e places et comptent 123 000 exemplaires vendus pour le numéro 35 et 118 000 exemplaires pour le numéro 36.
En avril 2010, la Shūeisha a annoncé que les ventes totales pour la série au Japon avaient dépassé les cent millions, faisant de Naruto la cinquième série de l'éditeur à franchir ce cap après Kochira Katsushika-ku Kameari kōen mae hashutsujo, Dragon Ball, Slam Dunk et One Piece.
En mai 2012, ce sont 126 500 000 tomes vendus uniquement au Japon.
Le manga figure également dans la liste des articles les plus lus dans le USA Today Booklist avec le volume 11, faisant de lui le manga le mieux classé sur la liste, jusqu'à ce qu'il soit dépassé par le volume 28 qui a atteint la 17e position lors de son lancement en mars 2008,,. Le tome 28 est le volume le plus vendu au cours de sa première semaine et aussi le volume le plus vendu en 2008 aux États-Unis,. En avril 2007, le volume 14 a gagné le « "Manga Trade Paperback of the Year" Award », décerné par Diamond Comic Distributors à VIZ Media. À partir de 2008, Naruto est devenu le manga le plus populaire aux États-Unis avec 31 volumes publiés jusqu'à cette période, alors que le mot « Naruto » est l'un des dix termes les plus demandés sur le moteur de recherche « Yahoo! » en 2007, 2008 et 2009,.
La série reçoit des éloges et des critiques de plusieurs sites web spécialisés dans le manga, l'anime ou les jeux vidéo. A.E. Sparrow du site IGN a noté la façon dont certains volumes se concentraient sur certains personnages, augmentant ainsi leur intérêt et le nombre de fans. Il a également félicité la manière de Kishimoto de combiner les scènes de combat avec des scènes humoristiques et les bonnes illustrations. Carl Kimlinger d’Anime News Network fait l'éloge du design des personnages de la série, chacun ayant une apparence et un caractère unique. Il a également noté que même les « personnages au style extravagant » pouvaient agir d'une manière « sacrément cool » au combat. Il salue la façon dont chacune des batailles apporte son lot d'émotion. La série est également félicitée par Javier Lugo de mangalife pour sa lecture toujours agréable après plusieurs volumes, et apprécie les antagonistes du manga ainsi que les scènes de combats. Lugo commente aussi les illustrations de Kishimoto qui rendent l'histoire « dramatique, excitante et correspondant au récit ». Le début de la partie II est salué par Casey Brienza de Anime News Network. Elle note à quel point les personnages ont évolué avec leur nouvelle apparence et leurs capacités. Brienza a également salué l'équilibre entre l'intrigue et les scènes d'action permettant aux lecteurs d'apprécier l’histoire. Toutefois, elle note que les volumes ne sont pas tous de la même qualité. Briana Lawrence de Mania Entertainement ajoute que dans la partie II, le manga est plus « adulte » depuis que les personnages ont grandi, bien que les scènes comiques sont toujours présentes.
En 2012, le directeur général de Kana Édition annonce que la série Naruto est le manga le plus vendu en France, réussissant à dépasser Tintin et Astérix avec 14 millions de volumes écoulés. En 2020, alors que tous les tomes sont déjà publiés depuis cinq ans, Naruto reste l'un des mangas les plus vendus en France avec 1,2 million d'exemplaires écoulés.
Les images et les discours-clés du manga sont analysés dans une recherche s'intéressant aux valeurs japonaises. Comme les superhéros américains, le but du récit de Naruto est de mettre en scène un sauveur. Toutefois, « la construction du héros japonais se fait différemment qu’en Occident : le garçon associant la vraie force à ses liens avec les autres, ce qui influence nécessairement la définition du bien et du mal ; finalement, la nécessité du souci collectif pour atteindre la paix ». La série est cohérente avec les valeurs du Japon moderne, pourtant son succès dépasse les frontières de son pays d'origine, ce qui est un signe, selon la chercheure, que « les discours du manga Naruto, qui portent l’espoir que la paix soit possible par une plus grande harmonie entre les peuples, ont sans doute besoin d’être entendus dans le monde réel ».

### Succès de l'adaptation animée
Dans le dernier classement des séries animées de TV Asahi établi en octobre 2006, Naruto se place en 17e position, et Naruto Shippuden est souvent cité comme l’un des animés les plus regardés au Japon,. Il remporte également le prix du « meilleur long programme d'animation » dans le troisième USTV Award qui s’est tenu à l’Université de Santo Tomas, à Manille aux Philippines en 2007. La première compilation DVD (contenant 13 épisodes) publié par Viz Media est sélectionnée aux « American Anime Award » pour le meilleur modèle d’emballage. De même, la franchise est classée comme l'un des trois plus grands succès commerciaux de 2008.
Naruto est nommé « meilleur programme animé » aux USTV Studient’s Choice Award 2009 qui a lieu à l’UST Medicine Auditorium le 19 février 2009. Au « Top 10 Anime Properties » de ICv2 de début 2009, Naruto s’est hissé à la 2e place du classement des animés. Les épisodes de Naruto Shippuden sont apparus plusieurs fois dans les classements établis par Japanese Anime TV,. Les ventes de DVD de Naruto Shippuden sont également bonnes et apparaissent régulièrement dans les classements de Japanese Animation DVD,. Les épisodes en libre streaming de Naruto Shippuden sont en moyenne visionnés par 160 000 internautes chaque semaine.
L’anime Naruto est classé 38e meilleur spectacle d'animation dans le top 100 d’IGN Animated Series. Les critiques ont souligné que l’objectif premier de la série se concentre sur les affrontements, car ils estiment que les scènes de combat sont plus mises en avant que le contexte. Ils notent que la musique correspond bien à celles-ci, bien qu’elle perturbe quelquefois les dialogues. Martin Theron de Anime News Network note que beaucoup de combats brisent les « concepts stéréotypés ». Les bandes sonores ont été louées pour leur mise en valeur de l’animation et l’atmosphère de la narration. Par contre, Derrick L. Tucker de T.H.E.M. Anime Reviews reconnait que lorsque les animateurs sont à leur meilleur niveau, ils produisent « des rendus artistiques qui ne laissent rien à désirer de la part des fans du manga », mais dit que l’animation est « confuse ». Il ajoute aussi que si les batailles sont divertissantes, l’intrigue met un peu de temps à se dérouler en raison de leur grand nombre. Naruto Shippuden a reçu une bonne appréciation de David C. Jones d’Activeanime qui a jugé les nouveaux designs des personnages et l’amélioration de l’animation, et estime que la série est plus sérieuse et plus dramatique. Si la violence est bien présente dans Naruto, notamment dans les combats ou les transformations physiques de certains protagonistes, elle est néanmoins atténuée par l'univers japonais où évoluent les personnages et aux codes auxquels ils obéissent en tant que ninja. De plus, les jeunes peuvent se retrouver dans les personnages, et les scènes de vie quotidienne et l'humour sont inclus dans la série.